# Inginer
Un inginer este o persoană cu o pregătire tehnică - teoretică și practică, obținută într-un institut de învățământ superior, care practică ingineria.
Spre deosebire de oamenii de știință, care studiază natura și fenomenele naturale pentru a stabili principii, axiome și teoreme, inginerii aplică principiile teoretice din matematică, fizică și chimie pentru a crea un produs concret, ca de exemplu un rulment sau o tastatură de telefon.
Inginerii, ca practicieni ai ingineriei, sunt profesioniști care inventează, proiectează, analizează, construiesc și testează mașini, sisteme complexe, structuri, gadgeturi și materiale pentru a îndeplini obiectivele și cerințele funcționale, ținând cont de limitările impuse de practic, reglementare, siguranță și cost.
Inginerii pot profesa în proiectarea, stabilirea tehnologiei, organizarea și conducerea proceselor din industrie, agricultură sau din administrație. Inginerii pot fi și cercetători științifici în diverse domenii de specialitate.
În unele țări din Europa titlul de inginer este limitat prin lege doar la persoanele cu diplomă în inginerie. În Canada, titlul de inginer este limitat doar la persoanele care profesează efectiv ingineria.

## Definiție
În 1961, Conferința Societăților de Inginerie din Europa de Vest și Statele Unite ale Americii au definit „inginer profesionist” după cum urmează:
„Un inginer profesionist este competent în virtutea educației și formării sale fundamentale pentru a aplica metoda științifică și perspectivele pentru analiza și soluționarea problemelor de inginerie. El/ea este capabil să-și asume responsabilitatea personală pentru dezvoltarea și aplicarea științei și cunoștințelor inginerești, în special în cercetare, proiectare, construcție, fabricație, conducere, administrare și în formarea inginerilor. Activitatea sa este predominant intelectuală și variată și nu are un caracter mental sau fizic de rutină. Necesită exercitarea gândirii și a judecății originale și capacitatea de a supraveghea activitatea tehnică și administrativă a altora. Formația sa va fi în măsură să-l facă capabil să urmărească îndeaproape și continuu progresul în ramura sa de științe inginerești, consultând lucrări recent publicate pe plan mondial, asimilând astfel de informații și aplicându-le independent. Așadar el/ea este pus în situația de a contribui la dezvoltarea științei ingineriei sau a aplicațiilor sale. Studiile și formarea sa vor fi astfel încât el/ea va fi dobândit o înțelegere largă și generală a științelor ingineriei, precum și o aprofundare a caracteristicilor speciale ale propriei sale ramuri. În timp util, va putea să dea sfaturi tehnice autoritare și să își asume responsabilitatea pentru direcția sarcinilor importante din ramura sa.”

## Cunoștințe și roluri
Proiectare
Inginerii dezvoltă noi soluții tehnice și tehnologice. În timpul procesului de proiectare inginerească, responsabilitățile inginerului pot cuprinde definirea problemelor, efectuarea și restrângerea cercetărilor, analizarea criteriilor, găsirea și analiza soluțiilor și luarea deciziilor. O mare parte din timpul unui inginer este cheltuit cu cercetarea, localizarea, aplicarea și transferul de informații.
La proiectare, inginerii trebuie să cântărească diferite alegeri în funcție de avantajele lor și să aleagă soluția care se potrivește cel mai bine cerințelor și nevoilor. Sarcina lor crucială și unică este să identifice, să înțeleagă și să interpreteze constrângerile asupra unui design pentru a produce un rezultat de succes.

## Specializare și management
Majoritatea inginerilor sunt specializați în una sau mai multe discipline de inginerie. Numeroase specialități sunt recunoscute de către societățile profesionale, iar fiecare dintre ramurile majore ale ingineriei are numeroase subdiviziuni. De exemplu ingineria civilă cuprinde ingineria structurală și de transport, iar ingineria materialelor cuprinde ingineria materialelor ceramice, metalurgică și a polimerilor. Ingineria mecanică cuprinde aproape orice disciplină, deoarece esența sa de bază este fizica aplicată. De asemenea, inginerii se pot specializa într-o ramură industrială, cum ar fi producție autovehiculelor, sau într-un tip de tehnologie, cum ar fi prelucrările mecanice sau cele din petrochimie..

## Asociații și Camere
În Germania afacerile profesionale ale inginerilor sunt gestionate independent de Camerele Inginerilor⁠(d). Acestea au statut de drept public și de inginer în Germania, practic este o chestiune de stat - organizate la nivelul landurilor Germaniei.
Asociația Inginerilor Germani (VDI), fondată în 1856, s-a impus ca o asociație de inginerie în Germania. În prezent sunt aproximativ 140 000 de membri și aproximativ 2200 de standarde VDI⁠(d), este unul dintre cele mai mari cluburi și asociații orientate tehnic din lume.
De exemplu, Un „inginer consultant” trebuie să îndeplinească anumite cerințe prevăzute de lege și să se înscrie pe „lista inginerilor consultanți” a Camerei inginerilor din statul său federal respectiv. Titlul profesional de inginer consultant pentru un inginer independent este protejat de legea statului (profesia de Cameră).

## Sărbătoare
14 septembrie - Ziua inginerului român, cu această ocazie Ministerul Educației Naționale, Academia de Științe Tehnice și asociațiile profesionale ale inginerilor din România pot desfășura manifestări științifice cu caracter simbolic, prilejuite de acest eveniment,.